# إيكاسينا شعرية الأزهار
إيكاسينا شعرية الأزهار (الاسم العلمي:Icacina trichantha) هي نوع من النباتات يتبع جنس الإيكاسينا من الفصيلة الإيكاسينية.